# سهم الماء مسطح الأوراق
سهمية مسطحة الأوراق (الاسم العلمي:Sagittaria platyphylla) هي نوع من النباتات تتبع جنس السهمية من الفصيلة المزمارية.